# Guy Stevens
Guy Stevens (East Dulwich, Londra, 13 aprile 1943 – Londra, 29 agosto 1981) è stato un produttore discografico britannico, manager ed A&R (specializzato nella ricerca e produzione di nuovi talenti) che ha collaborato tra gli altri con The Who, Rolling Stones, The Small Faces e Mott the Hoople.

## Biografia

### La produzione
Appassionato di Rhythm and blues, dopo un passato da dj a metà anni sessanta allo "Scene Club" (locale frequentato tra gli altri da The Who e Small Faces), Guy ha lavorato per l'etichetta di Chris Blackwell Island Records e nella gestione della divisione britannica della Sue Records, sempre di Blackwell, quando questa era agli albori, lanciando molti singoli americani sconosciuti, anche provenienti da etichette indipendenti minori.
Per la Island Records scoprì e produsse gruppi quali Free, Procol Harum e Spooky Tooth. Guy ha lanciato anche i Mott the Hoople, di cui ha prodotto i primi album, incluso l'omonimo album di debutto, Mott the Hoople.
Persona molto influente nel mondo della musica inglese, la sua passione per l'R&B e la sua tecnica di produzione hanno lasciato il segno in molte delle opere da lui prodotte; è stato anche presidente della "Chuck Berry Appreciation Society".
Guy era noto per le intemperanze durante il suo lavoro in sala prove, come ampiamente documentato nel DVD di London Calling: 25th Anniversary Edition; Guy in sala prove si lasciava andare a salti, lanci di sedie ed altro, nonché scazzottate con il fonico Bill Price (che ha lavorato in molte occasioni con lui). Sempre secondo Bill Price la sua tecnica era lasciare una certa autonomia decisionale al gruppo ed al fonico, puntando tutto sul creare una atmosfera elettrica e le giuste emozioni.
Riguardo al lavoro coi Clash Stevens disse:
(Guy Stevens)
Per i problemi di alcool e per le turbolente sessioni di registrazione era alquanto mal visto dalle principali etichette discografiche, tanto che, secondo Pat Gilbert in The Clash, Death Or Glory, la Warner gli pagava un assegno da 100 sterline settimanali per non farlo entrare negli studi.

### La morte
Affetto da gravi problemi di alcolismo e con passati problemi per droga, per i quali era finito anche in carcere, Guy morì nell'agosto del 1981 all'età di 38 anni a causa di overdose di un medicinale contro l'abuso di alcolici.
Alla tragica morte di Guy Stevens i Clash, molto colpiti, gli dedicarono una canzone, Midnight to Stevens, con sonorità inedite per il gruppo e con un testo molto intimo e toccante, che richiama il "suo modo" di fare il produttore, la musica, il carcere e l'alcolismo; la canzone è stata pubblicata solo nel 1991 inclusa nel cofanetto Clash on Broadway.

## Album prodotti
Guy Stevens è noto nel mondo della musica prevalentemente per esser stato il produttore del capolavoro dei The Clash, l'album London Calling del 1979.
- Mott the Hoople - Mott the Hoople, 1969
- London Calling - The Clash, 1979